# Mondadori
Arnoldo Mondadori Editore, més coneguda com a Mondadori, és l'editorial més gran d'Itàlia, té la seu a Segrate, Milà. Va ser fundada el 1907 per Arnoldo Mondadori i actualment és controlada pel Grup Fininvest, que al seu torn és propietat de la família Berlusconi.
Mondadori publica llibres i periòdics (en paper i digitals) a Itàlia i en altres parts del món, té una extensa cadena de botigues, opera amb la fórmula de franquícies, té una concessió de publicitat a joint venture amb Publitalia 80 (empresa de publicitat televisiva del grup Mediaset que al seu torn també és propietat de la família Berlusconi) i posseeix el 20 % de Monradio srl, la companyia que controla l'emissora Radio 101.

## En el mercat hispanoparlant
El 1989 Mondadori es va expandir a Mèxic en adquirir l'editorial Grijalbo. A partir de 2001, va constituir una joint venture en conjunt amb Random House a països de parla hispana sota el nom Random House Mondadori. Aquesta empresa conjunta va finalitzar al novembre de 2012 quan Random House va comprar la participació de Mondadori i més tard es va convertir en part de Penguin Random House Grup Editorial. El 2014 amb la reorganització del grup empresarial va ser convertit en un segell editorial i va passar a anomenar-se Literatura Random House.